# 拉馬爾·亞歷山大
小安德魯·拉馬爾·亞歷山大（英語：Andrew Lamar Alexander, Jr；1940年7月3日—），是一位美國共和黨政治人物，2003年至2021年任田納西州聯邦參議院議員。
亞歷山大生於馬里維爾，畢業在范德堡大学和纽约大学法学院。他擔任參議員霍華德·貝克的助理，與及在1960年代末的李察·尼克遜政府出任助理。1974年，他贏得田納西州州長競選的共和黨初選提名，但最後敗給聯邦眾議院議員雷·布蘭頓。
1978年亞歷山大捲土重來，擊敗來自諾克斯維爾的民主黨人傑克·布徹當選第45任田納西州州長，由1979年擔任至1987年。1991年，總統乔治·H·W·布什提名他出任美國教育部長，由1991年擔任至1993年。後來他也曾爭取1996年和2002年美国总统选举共和黨候選人的提名。
在2002年田納西州美國參議院議員選舉，他勝過民主黨聯邦眾議員鮑勃·克萊門特以繼承即將離任的弗雷德·汤普森當選州聯邦參議員，並兩度連任。

## 荣誉

### 外国勋章奖章
- 旭日重光章（日本，2012年4月29日公布[4]）

## 延伸閱讀
- Background and collected news at The Washington Post
- 美國國會國家人物傳記大辭典中的傳記
- 由華盛頓郵報維護的投票記錄
- 智慧投票计划中的傳記、投票紀錄及利益集團評級
- Congressional profile at GovTrack
- Congressional profile at OpenCongress
- Issue positions and quotes at On the Issues
- Financial information at OpenSecrets.org
- Staff salaries, trips and personal finance at LegiStorm.com
- 聯邦選舉委員會中的競選財務報告和數據
- Appearances on C-SPAN programs
- 網路電影資料庫上的亮相頁面
- Collected news and commentary at The New York Times
- Works by or about 拉馬爾·亞歷山大 in libraries (WorldCat catalog)
- Profile at Ballotpedia

## 外部連結
- 拉馬爾·亞歷山大 （页面存档备份，存于）參議院官方網站
- 拉馬爾·亞歷山大參議員競選網站 （页面存档备份，存于）
- 中的“拉馬爾·亞歷山大”
- YouTube上的Francis Heilbut radio interview with Lamar Alexander, WNCN-FM, 13-May-1983

| 官衔                   | 官衔                                                                                         | 官衔                   |
| ---------------------- | -------------------------------------------------------------------------------------------- | ---------------------- |
| 前任者： 雷·布蘭頓     | 田納西州州長 1979年－1987年                                                                  | 繼任者： 內德·麥克沃特 |
| 前任者： 約翰·W·卡林   | 美國州長協會主席 1985年－1986年                                                              | 繼任者： 比尔·克林顿   |
| 前任者： 勞羅·卡瓦佐斯 | 美國教育部長 1991年－1993年                                                                  | 繼任者： 理查德·莱礼   |
| 學術機關職務           |                                                                                              |                        |
| 前任者： 愛德華·柏靈   | 田納西大學校長 1988年－1991年                                                                | 繼任者： 約瑟夫·約翰遜 |
| 政党职务               |                                                                                              |                        |
| 前任者： 溫菲爾德·鄧恩 | 田納西州州長共和黨被提名人 1974年、1978年、1982年                                            | 繼任者： 溫菲爾德·鄧恩 |
| 前任者： 弗雷德·汤普森 | 田纳西州联邦参议员共和黨被提名人 (第2组) 2002年, 2008年, 2014年                              | 繼任者： 威廉·哈格蒂   |
| 前任者： 瓊·凱爾       | 參議院共和黨會議主席 2007年－2012年                                                          | 繼任者： 約翰·圖恩     |
| 美国参议院             |                                                                                              |                        |
| 前任者： 弗雷德·汤普森 | 田纳西州联邦参议员(第2组) 2003年－2021年 與比爾·福利斯特、鮑伯·寇爾克、玛莎·布莱克本同時在任 | 繼任者： 威廉·哈格蒂   |
| 前任者： 罗伯特·班尼特 | 参议院规则和行政委员会高阶委员 2011–2013                                                     | 繼任者： 派特·羅伯茲   |
| 前任者： 麥克·恩齊     | 参议院健康、教育、劳工和养老金委员会高阶委员 2013–2015                                       | 繼任者： 派蒂·莫瑞     |
| 前任者： 湯姆·哈金     | 参议院健康、教育、劳工和养老金委员会主席 2015–2021                                           | 繼任者： 派蒂·莫瑞     |